# Untere Mühle (Markgröningen)

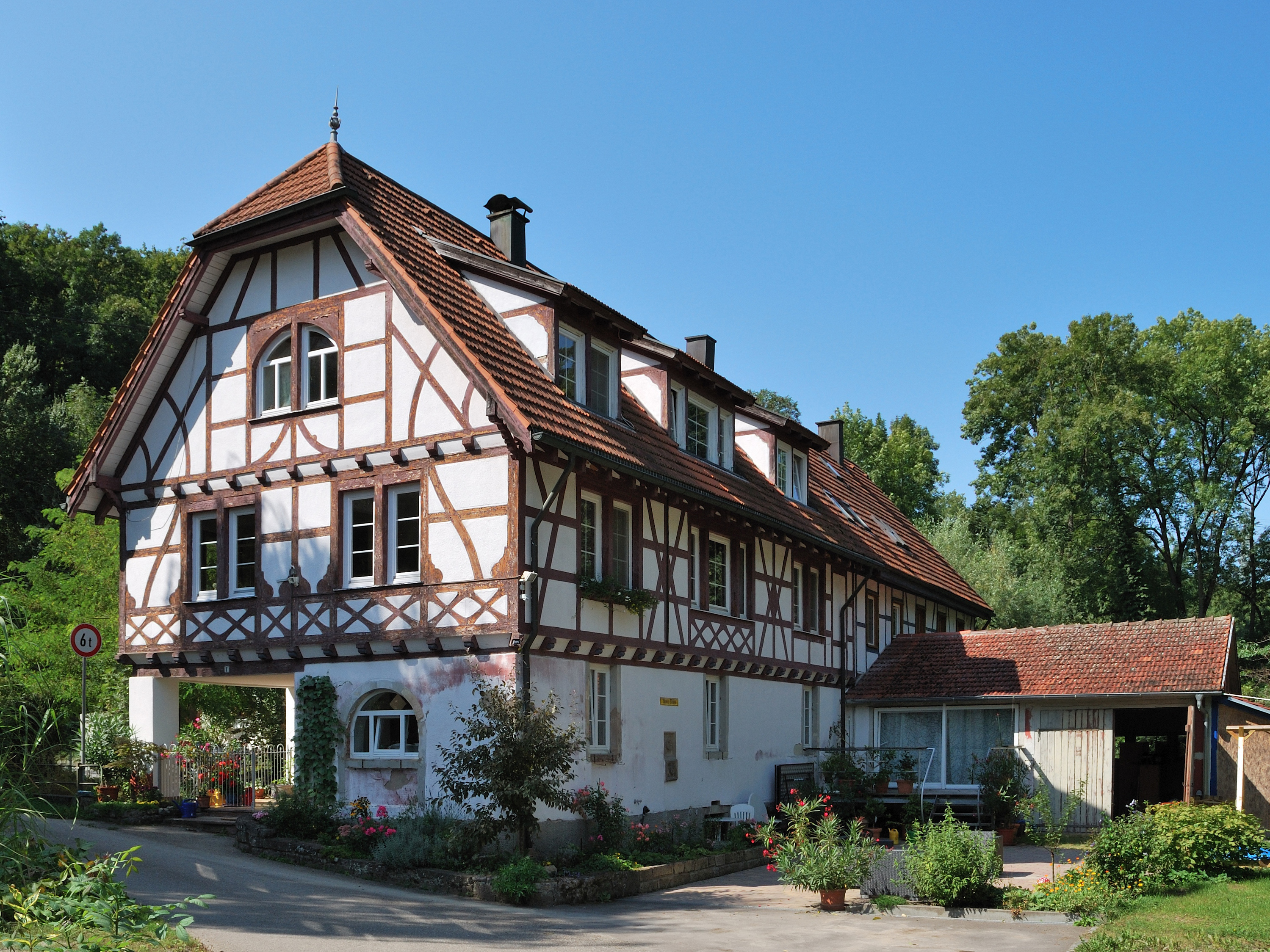
Die Untere Mühle im Glemstal

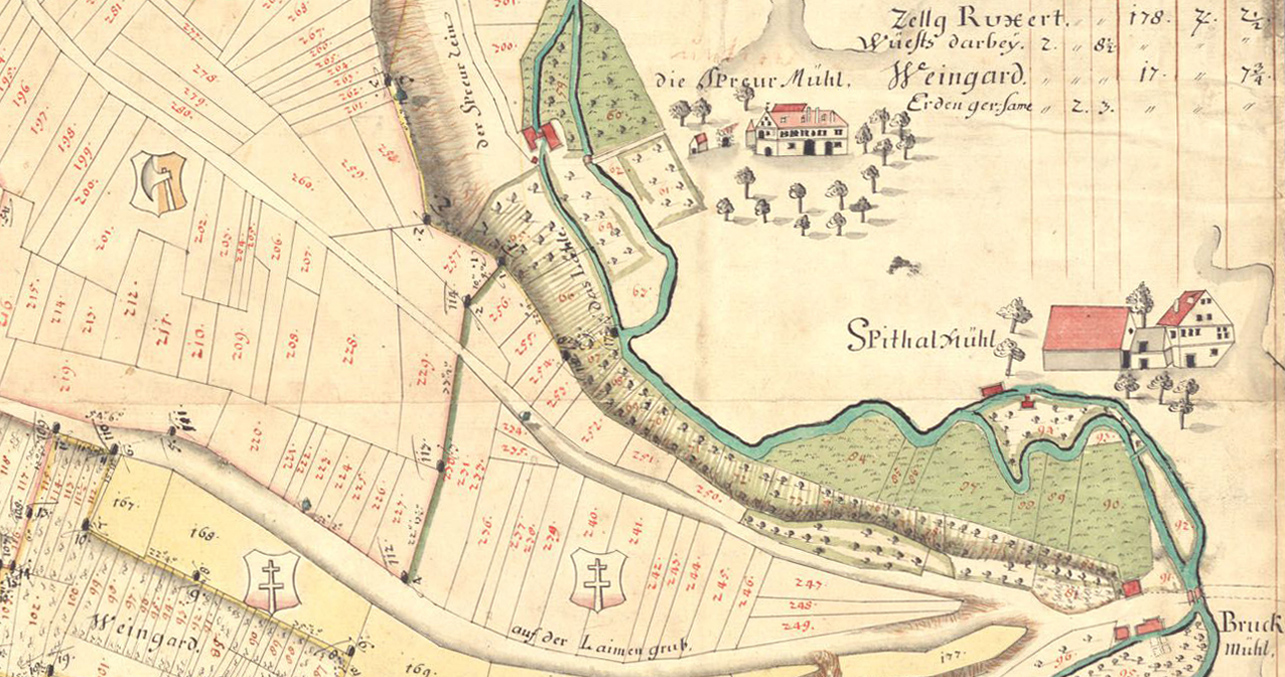
Auf der Aussfeldkarte von 1752 wird die Untere Mühle Spreur-Mühle genannt

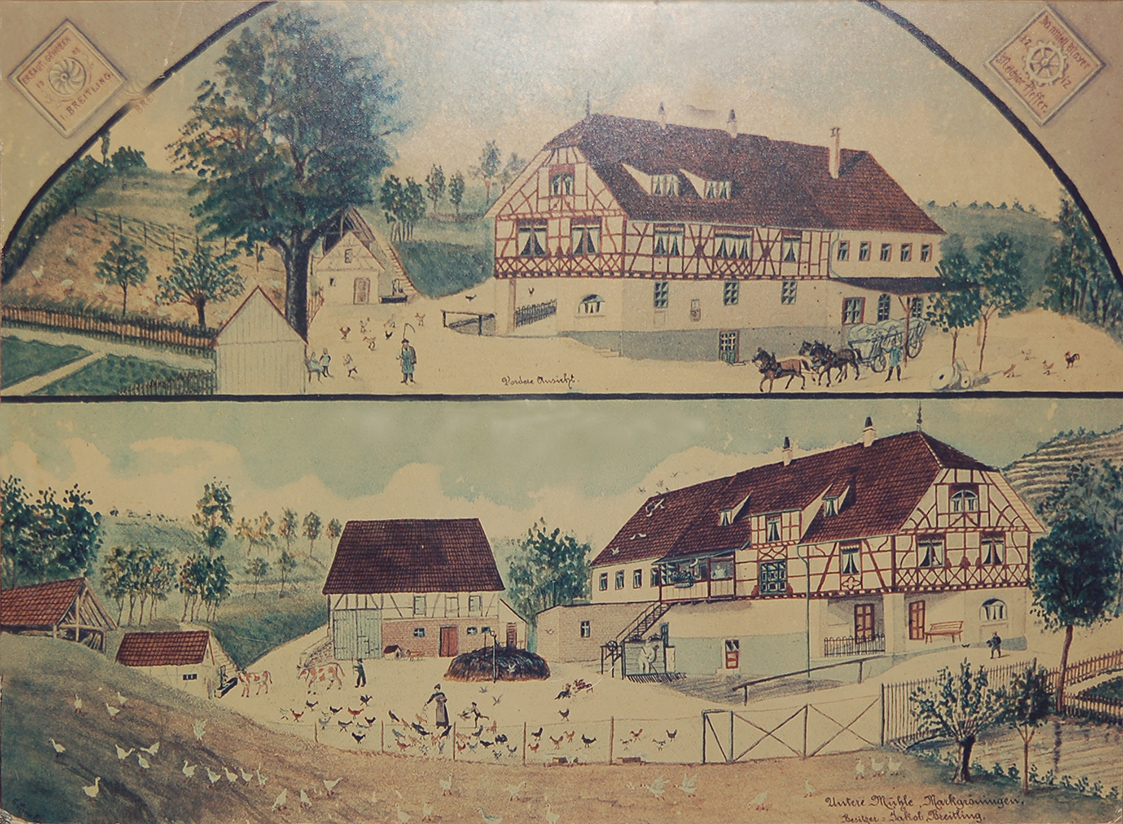
Vorder- und Rückseite des Mühlenensembles (1903–1910)

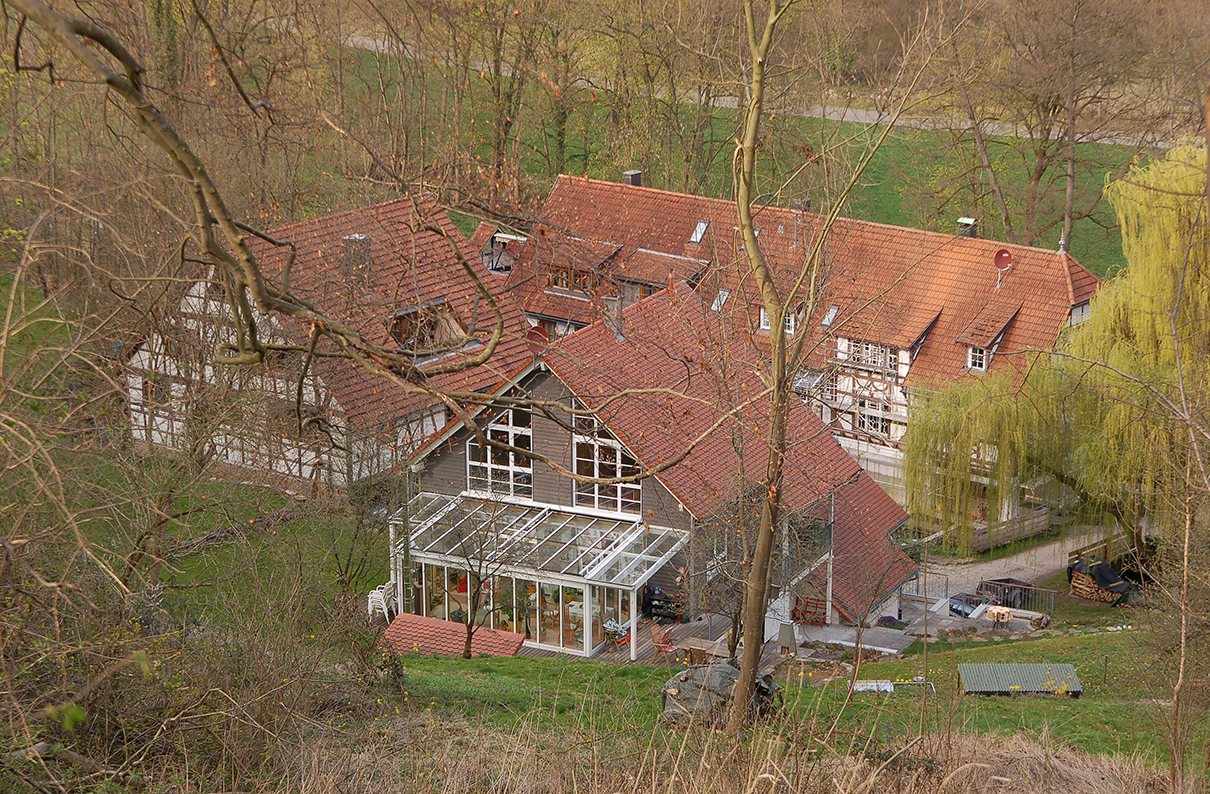
Gebäude von der Hangseite (2015)

Die Untere Mühle bei Markgröningen ist eine unter Denkmalschutz stehende Wassermühle an der Glems, die heute als Kleinwasserkraftwerk betrieben wird.

## Geschichte
Ihre Wurzeln reichen auf eine bereits im Jahr 1304 erstmals urkundlich erwähnte Mühle „underm Loh“ des Müllers Trutwinus zurück. Dieser soll dem Katharinenhospital in Esslingen ein Malter Getreide aus seiner Mühle vermacht haben. Später tauchte die Mühle unter den Namen „Löhlins-Mühl“ (nach dem Flurnamen), „Spreuer-Mühl“ und „Hertlinsmühle“ (nach ihrem Besitzer) auf. Sie versorgte einst Talhausen, den wüst gefallenen Weiler Eichholtz (später Domäne Katharinenhof, heute Aichholzhof) und den Pulverdinger Hof.
Auf einen Um- oder Neubau verweist ein Grundstein von 1712, der zwei Besitzer nennt: Daniell Mayer und Melchior Pfeffer.
Der 314 m lange, links von der Glems abgezweigte Kanal trieb im Jahr 1836 vier oberschlächtige Wasserräder an. Sie wurden im Laufe des 19. Jahrhunderts mehrmals erneuert. 1882 hatte die Mühle drei oberschlächtige Wasserräder von je 2,60 m Durchmesser und 0,80 m, 1,02 m und 1,85 m Breite. Sie besaß zu dieser Zeit vier Mahlgänge und einen Gerbgang. Im Jahr 1888 ersetzte der damalige Besitzer Friedrich Wolf die zwei kleineren Wasserräder durch ein 2,60 m hohes und 1,35 m breites Wasserrad. 1903 ersetzte Jakob Breitling alle Mühlräder durch eine Francis-Turbine. Diese nutzte ein Gefälle von 3,52 m und lieferte bei 350 l/s Wasserzufluss eine Rohleistung von 16,4 PS. Im Jahr 1905 arbeitete die Mühle Breitlings mit vier Mahlgängen, einem Gerbgang, einer Sichtmaschine, einer Gerb- und zwei Putzmaschinen. Zur Unterstützung der Wasserkraft wurde dann 1937 ein 12 PS starker Rohölmotor in Betrieb genommen. Der Mahlbetrieb wurde 1970/71 eingestellt. Der letzte Müller war Emil Breitling.

## Kleinwasserkraftwerk
Heute wird das Gebäude als Wohnhaus genutzt. Die alte Mühleneinrichtung wurde verkauft. Im Jahr 1985 wurde anstelle der alten Francis-Turbine eine Ossberger-Turbine aufgestellt, die noch heute zur Stromgewinnung dient. Der Strom wird in das Netz der EnBW eingespeist.